# Zawiet al-Aryan

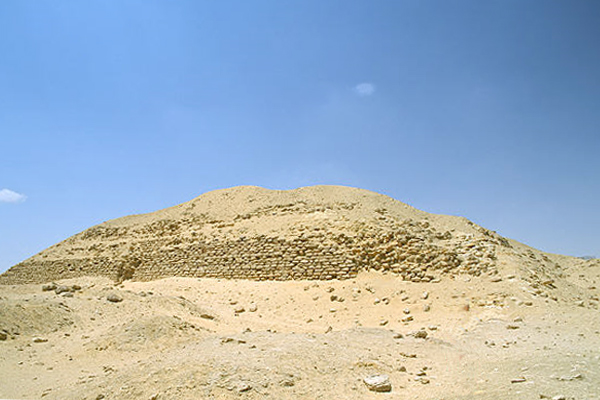
Piràmide de Khaba

Zawiet al-Aryan o Zawiyet el-Arian (àrab: زاویة العریان, Zāwiyat al-ʿAryān) és un llogaret a uns 4 km al sud-est de les piràmides de Guiza, situat entre aquesta necròpolis i la d'Abusir, a la riba del Nil, a 7 km al nord de Saqqara. Pràcticament enfront, a la banda est del riu, hi ha l'antiga ciutat de Memfis.
A l'oest del llogaret, en una àrea desèrtica elevada, hi ha la necròpolis de Zawiet al-Aryan, constituïda principalment per dues piràmides que no es van acabar, la piràmide de Khaba, tercer rei de la III dinastia, també anomenada piràmide de capes i la piràmide de Nebka o piràmide inacabada, de la IV dinastia.
El nom fa uns 50 anys que ja no és utilitzat pels pobladors del lloc. S'hi ha trobat un serekh d'Iri-Hor.